# فلمینگ، ساسکاچوان
فلمینگ، ساسکاچوان (به انگلیسی: Fleming, Saskatchewan) یک منطقهٔ مسکونی در کانادا است که در ساسکاچوان واقع شده‌است. فلمینگ ۲٫۱۷ کیلومتر مربع مساحت و ۸۳ نفر جمعیت دارد.